# Kurt Robert Eissler
Kurt Robert Eissler, né à Vienne le 2 juin 1908 et mort à new York le 17 février 1999, est un psychiatre et psychanalyste américain d'origine autrichienne. Il est l'un des fondateurs et le secrétaire des Archives Sigmund Freud.

## Biographie
Kurt Robert Eissler fait ses études à l'université de Vienne, où il obtient un doctorat en psychologie en 1934 et son diplôme de médecin en 1937. Il se forme comme psychanalyste à l'institut de formation de la Société psychanalytique de Vienne, puis, il devint l'assistant d'August Aichhorn, pionnier du traitement psychanalytique de délinquants juvéniles; il a d'ailleurs publié un livre sur la question. Il est reçu membre de la Société psychanalytique viennoise en 1938, mais doit aussitôt s'exiler aux États-Unis, après l'annexion de l'Autriche par l'Allemagne nazie. 

### Exil aux États-Unis et fondation des archives Freud à Washington
Il s'installe aux États-Unis avec son épouse, Ruth Eissler-Selke également médecin et psychanalyste. Il réside à Chicago et obtient une équivalence à son diplôme de médecin qui lui permet d'exercer la psychiatrie. Son frère est mort en déportation. Durant la Seconde Guerre mondiale, il s'engage dans le corps médical de l'armée américaine, comme neuropsychiatre. 
Après la guerre, il s'installe ensuite à New York avec son épouse, et exerce comme psychanalyste. Kurt R. Eissler était déjà à Vienne un proche d'Anna Freud. Il rassemble avec elle les multiples papiers et documents laissés par Freud, pour les archives Freud de Washington.

## Publications
- Léonard de Vinci : Étude psychanalytique, Puf, coll. « Bibliothèque de psychanalyse », 1980,  (ISBN 2130358888)
- Freud sur le front des névroses de guerre, Puf, coll. « Histoire de la psychanalyse », 1992  (ISBN 2130448321)
- Le suicide de Victor Tausk, Puf, coll. «Le Fil rouge», 1982  (ISBN 2130414060)
- (en) Goethe, a psychoanalytic study, 1775-1786,  Wayne State University Press, 1963 (ASIN B0014WX88E)
- Medical orthodoxy and the future of psychoanalysis, New York, International Universities Press; 1965,  (ISBN 0823632407)
- The Psychiatrist and the Dying Patient, New York, International Universities Press, 1955  (ISBN 1199363162)
- (de) Todestrieb. Ambivalenz. Narzißmus, München, Kindler, 1980 (ASIN B004TRD2UA)